# Avatar: la leyenda de Aang (videojuego)
Avatar: La Leyenda de Aang ("Avatar: The Last Airbender" o "Avatar: The Legend of Aang") es el título para América y Europa del videojuego, basado en la serie de televisión del mismo nombre, para GameCube, Nintendo DS, PlayStation 2, PSP, Wii, Windows, y Xbox.

## Avatar: La Leyenda de Aang
El videojuego de Avatar permite que el jugador controle a uno de cuatro personajes - Aang, Katara, Haru o Sokka y hasta a momo - en una aventura de un solo jugador, similar a Baldur's Gate: Dark Alliance. Cada personaje usa su arma y estilo de lucha característicos, y puede ganar nuevas habilidades especiales con la experiencia que es ganada al derrotar enemigos. También hay una variedad de objetos para ayudar al jugador en la aventura o durante la batalla (armadura, chi, accesorios encantados, y pociones curativas). El juego también permite al jugador recoger ciertos objetos y llevarlos a los artesanos para la elaboración de objetos especiales. Los enemigos incluyen a los Maestros fuego clásicos, y una variedad de animales de la serie, principalmente del Libro Uno: Agua.

### Jefes
- Colosal Inferno
- Jailer
- Ancestral Bear
- Cónsul
- Segundo prototipo de Maquinaria
- Máquina avatar

## Avatar: La leyenda de Aang: La Tierra Ardiente
Avatar: The Last Airbender: The Burning Earth (Avatar: La leyenda de Aang: La Tierra Ardiente). Una secuela del juego anterior, basada en el libro 2: Tierra, Tiene mejor gráfica, el único problema fue que Ciudad de Muros y Secretos salió antes que El Taladro, además tiene carreras con Appa, en el modo historia se puede ocupar a Aang, Sokka, Katara, Toph, Zuko, Iroh y hasta a Momo, en una etapa se puede usar a Appa en las carreras donde esta también con Aang. El juego da por primera vez la habilidad de controlar el Estado Avatar en determinadas situaciones, al igual que por primera vez se puede utilizar Fuego control. Este juego fue lanzado el 16 de octubre del 2007.[cita requerida]. El juego puede presentar una trama muy diferente a la original, especialmente en el final del juego. También hay un minijuego, Battle Arena, en el cual se puede elegir cualquier personaje desbloqueado, y luchar solo con otro jugador.
Este será lanzado para Xbox 360, Wii, GameCube, PlayStation 2, PlayStation Portable, Windows, Nintendo DS y Game Boy Advance.

### Jefes
- General Fong
- El gobernador
- Monstruo del Pantano
- Xin Fu
- Wan Shi Tong
- Long Feng
- Doble batalla contra Azula y Zuko

## Avatar: La leyenda de Aang: Dentro del Infierno
Avatar: The Last Airbender: Into the Inferno (Avatar: La leyenda de Aang: Dentro del Infierno). Es la tercera entrega y continuación del segundo juego. Sale en octubre de 2008, y se basa en el libro 3. Se podrá controlar los 4 elementos y derrotar al señor del fuego Ozai. Tiene el minijuego Paraíso Planeador con el que se puede controlar a Aang en su nuevo planeador, también tiene galería de arte y videos del juego. Tiene un lugar para colocar los trucos del juego. La forma de controlar los elementos y luchar es diferente y tiene upgrades (subir grados) para mejorar la habilidad, junto a eso están las biografías de los personajes que aparecen en el juego, estos se compran en la tienda de la Isla Ember. Raramente Mai aparece en el juego, pero nunca habla. Al comienzo del primer nivel aparece un previously (antes) con la escena de los cruces del destino, gran error, tomando en cuenta el final del anterior juego. Otro error es que en el menú principal aparece Aang en Estado Avatar, pero en el juego no estuvo en Estado Avatar. Es el único juego de avatar en que la ropa de los personajes cambia. En este juego no aparece Iroh.
Será lanzado para Xbox 360, PS2, Wii, Nintendo DS, PSP, PS3, entre otras.

### Jefes
- El jefe de la fábrica en el pueblo del río del capítulo La Dama Pintada en el puerto de la aldea usando a Aang y Katara
- Agentes Dai-li del capítulo El Día del Sol Negro, Segunda Parte: El Eclipse. Usando a Aang y a Toph.
- Azula y Ty Lee del capítulo La Roca Hirviente. Usando a Zuko y a Sokka.
- Hombre Combustión del capítulo El Templo del Aire del Oeste. Usando a Sokka y Toph.
- Azula (Dirigible) del capítulo El Cometa de Sozin, Parte 3: En el Infierno. Usando a Katara y Zuko.
- Señor del Fuego Ozai (Bosque Wulong) del capítulo El Cometa de Sozin, Parte 4: Avatar Aang usando a Aang y Katara. El error es que no se podrá usar el Estado Avatar.

## Desarrolladores
Las versiones para consola del juego fueron desarrolladas por THQ Studio Australia. El juego ha vendido más de un millón copias por todo el mundo hasta febrero de 2007.